# Ḩeydarābād-e Soflá
Ḩeydarābād-e Soflá (persiska: حِيدَر آباد, Ḩeydarābād, حیدر آباد سفلی) är en ort i Iran.   Den ligger i provinsen Kohgiluyeh och Buyer Ahmad, i den centrala delen av landet, 500 km söder om huvudstaden Teheran. Ḩeydarābād-e Soflá ligger 1 450 meter över havet och antalet invånare är 426.
Terrängen runt Ḩeydarābād-e Soflá är bergig söderut, men norrut är den kuperad. Ḩeydarābād-e Soflá ligger nere i en dal. Runt Ḩeydarābād-e Soflá är det ganska glesbefolkat, med 47 invånare per kvadratkilometer. Närmaste större samhälle är Mārgown, 18,3 km öster om Ḩeydarābād-e Soflá. Omgivningarna runt Ḩeydarābād-e Soflá är i huvudsak ett öppet busklandskap.